# Johanna Charlotta Lundberg
Johanna Charlotta Lundberg, född 1795, död 1846, var en svensk konstnär. 
Lundberg var dotter till konterfejaren Johan Lundberg och syster till konstnären Johan Gustav Lundberg.   
Efter konststudier i Nederländerna och Frankrike arbetade hon länge som porträttkonstnär. Hon deltog vid Konstakademiens utställningar 1834–1838, 1843 och 1845 och även i konstförbundet.